# Felixsee
Felixsee är en kommun i Landkreis Spree-Neisse i förbundslandet Brandenburg i Tyskland. 
Kommunen bildades den 31 december 2001 genom en sammanslagning av de tidigare kommunerna Bloischdorf, Bohsdorf, Friedrichshain och Klein Loitz. Den tidigare kommunen Reuthen uppgick i Felixsee  26 oktober 2003.
Kommunen ingår i kommunalförbundet Amt Döbern-Land tillsammans med kommunerna Döbern, Gross Schacksdorf-Simmersdorf, Jämlitz-Klein Düben, Neisse-Malxetal, Tschernitz och Wiesengrund.